# DT Водолея
DT Водолея (лат. DT Aquarii) — одиночная переменная звезда в созвездии Водолея на расстоянии (вычисленном из значения параллакса) приблизительно 5102 световых лет (около 1564 парсеков) от Солнца. Видимая звёздная величина звезды — от +10,53m до +9,84m.

## Характеристики
DT Водолея — красная пульсирующая медленная неправильная переменная звезда (LB) спектрального класса M. Эффективная температура — около 3810 К.